# Whatever Happened to... Robot Jones?
Whatever Happened to... Robot Jones? (Jones, el robot en Hispanoamérica) es un dibujo animado estadounidense que fue producido por el estudio de animación interno de Cartoon Network, Cartoon Network Studios y fue creado por Greg Miller. Sigue a Robot Jones, un robot adolescente que asiste a la ficticia escuela secundaria suburbana Polyneux en un mundo retrofuturista de los años 80. Los episodios siguen a Robot Jones investigando aspectos de la vida humana, incluida la música, el vello facial y las clases de gimnasia. Jones es guiado por sus tres amigos, Socks, Mitch y Cubey. Robot Jones a menudo se enamora de su amor platónico, Shannon Westerburg, una chica joven y alta con un casco de ortodoncia y una prótesis. En la escuela, Robot Jones interactúa con sus maestros, el Profesor McMcMc, el Profesor Workout y la Sra. Raincoat; el director Madman; y el conserje Clance. Sus archirrivales, Lenny y Denny Yogman, intentan sabotear la investigación de Jones haciéndole la escuela más difícil.
El primer piloto de Miller se emitió en Cartoon Network el 16 de junio de 2000, como parte de "Voice Your Choice Weekend", un concurso en el que se transmitieron pilotos no emitidos anteriormente para que los espectadores decidieran cuál debería recibir una serie completa. Aunque el piloto de Robot Jones ocupó el segundo lugar detrás de Grim & Evil en el evento, Robot Jones recibió luz verde para su propia serie, que se estrenó el 19 de julio de 2002. La voz de Robot Jones de la primera temporada se creó con una función de conversión de texto a voz de Microsoft Word 98 en una computadora Macintosh. A partir de la segunda temporada, la voz de Robot Jones fue doblada por el actor infantil Bobby Block, y las reposiciones de la primera temporada fueron dobladas con la voz en off de Block. La serie finalizó el 14 de noviembre de 2003, después de 13 episodios y un piloto.

## Sinopsis
La animación cuenta la historia Jones, un robot que aparentemente vive en los ochenta (el escenario y los personajes de la serie aparentemente indican que la historia se basa en esa década). Él es obligado por sus padres a ir a una escuela de humanos para poder adaptarse a tener una relación con ellos. Jones consigue amigos y enemigos y pasa por varias experiencias nuevas que terminan como lecciones de la vida.

## Personajes

### Principales
- Robot Jones: Es un robot muy inteligente que tiene relación con los humanos (positivas y negativas) y tiene muchos amigos y son muy unidos. En la escuela existen unos hermanos gemelos que están siempre molestando a Jones. Jones está enamorado de Shannon Westeburg, que es una chica también muy inteligente.[4]
- Unidad Padre: Es el padre de Jones. Él siempre repite tres veces una frase que diga. Posee un brazo encima de su cabeza y está siempre usando una corbata.
- Unidad Madre: Es la madre de Jones. Ella posee dos mangueras de gasolina en lugar de brazos y manos, las cuales ella usa para aprovisionar con óleo a su familia.
- Unidad Abuelo: Es el abuelo de Jones. Es un aparato viejo que vive en el sótano de la casa de Jones. A veces no funciona.
- Timothy “Socks” Morton: Es el mejor amigo de Jones. A él le gusta mucho escuchar el género musical rock.
- Charles “Cubey“ Cubinacle: Es uno de los amigos de Jones. Está siempre usando óculos de sol y patines sobre ruedas. Su pasatiempo favorito es jugar videojuegos y a causa de eso usa una camisa que posee un dibujo de Pacman.
- Mitch Freeman: También es uno de los amigos de Jones. Está siempre usando audífonos.
- Shannon Westerburg: Es una chica que usa aparato en los dientes y una prótesis en su pierna izquierda, Jones esta extremadamente enamorado de ella.[4]
- Lenny y Denny Yogman: Son dos hermanos "gemelos" que estudian en la misma clase que Jones y sus amigos. Están siempre queriendo robar el cerebro de Jones o desafiándolo a competiciones.
- Director Madman (Demente en Hispanoamérica): Es el director de la escuela donde estudia Jones. Odia los aparatos modernos por lo que intenta hacerle la vida imposible al Robot Jones.[4]
- Profesor McMcMc: Es el profesor de matemática de la escuela donde estudia Jones. Le tiene envidia a Jones porque tiene más conocimientos matemáticos, por ser un robot.
- Profesor Workout: Es el profesor de educación física de la escuela donde estudia Jones.
- Profesor Mitchell: Es el profesor de ciencias informáticas de la escuela donde estudia Jones.
- Clance: Es el conserje de la escuela donde estudia Jones.

## Producción
El piloto de la serie original de Greg Miller se emitió en Cartoon Network el 8 de junio de 2000, en un concurso en el que se elegirían 11 cortos animados para un lugar en la programación de 2000 de la cadena. Durante el fin de semana del 25 al 27 de agosto de 2000, los 11 pilotos se emitieron como parte de un maratón de 52 horas llamado "Voice Your Choice Weekend", en el que los espectadores votarían por sus pilotos favoritos. Mientras que Grim & Evil ganó el concurso con el 57% de los votos, Robot Jones quedó en segundo lugar con el 23% y tuvo su propia serie a partir del 19 de julio de 2002.
El estilo de animación de Robot Jones puede verse como un retroceso a los dibujos animados de los años 1970 y 1980, como Schoolhouse Rock!, con un aspecto intencionalmente desordenado y áspero; también se parece mucho a las historietas de periódicos clásicos como Calvin y Hobbes. La técnica de animación de la serie es diferente a la mayoría de los dibujos animados estadounidenses de principios de la década de 2000. Estaba animado con animación celular tradicional, en un momento en que muchos dibujos animados estadounidenses habían cambiado a tinta y pintura digitales. El programa fue animado en Rough Draft Studios en Seúl, Corea del Sur.
Greg Miller declaró en una entrevista en Facebook que usó un software de texto a voz Microsoft Word 97 en su vieja computadora Macintosh para la voz de Robot durante la producción de la primera temporada, pero después de que se completó la primera temporada, a los ejecutivos de Cartoon Network no les gustó cómo sonaba. Bobby Block fue elegido para asumir el papel de Robot en la segunda temporada. La voz de texto a voz de Robot Jones también se grabó para la producción de la segunda temporada, pero debido a que el cambio de voz ocurrió durante la producción de esos episodios, esta voz nunca fue doblada en las impresiones finales. En esa entrevista, también dijo que le gustaría hacer una reposición de Robot Jones, pero dependería de Cartoon Network.

## Episodios
| Temporada | Temporada | Episodios | Emisión original      | Emisión original        |
| Temporada | Temporada | Episodios | Primera emisión       | Última emisión          |
| --------- | --------- | --------- | --------------------- | ----------------------- |
|           | Piloto    | Piloto    | 16 de junio de 2000   | 16 de junio de 2000     |
|           | 1         | 7         | 19 de julio de 2002   | 3 de octubre de 2002    |
|           | 2         | 6         | 10 de octubre de 2003 | 14 de noviembre de 2003 |

## Emisión
Robot Jones se emitió en Estados Unidos después de que cesó su producción, y luego fue eliminado del calendario de Cartoon Network, aunque los episodios estuvieron disponibles en línea a través de Cartoon Network Video durante un breve período.
De 2005 a 2006, Robot Jones se presentó esporádicamente en The Cartoon Cartoon Show, junto con segmentos de otros Cartoon Cartoons de ese período.
Cartoon Network estrenó el dibujo animado en Hispanoamérica el 31 de enero de 2003. Las reposiciones comenzaron a transmitirse en su cadena hermana, Tooncast durante 2015. También se añadió a la versión local de HBO Max en 2022.
Robot Jones hizo un cameo en el episodio "Crossover Nexus" de OK K.O.! Let's Be Heroes que se emitió el 8 de octubre de 2018, junto con otros personajes de Cartoon Network de programas actuales y finalizados. Esto marca la primera aparición del personaje de Robot Jones desde la cancelación del programa y la primera vez desde la primera temporada donde la voz del personaje fue proporcionada por la voz programada de texto a voz de Microsoft Word 97.